# اندویه-نویل
اندویه-نویل (به فرانسوی: Andouillé-Neuville) یک کمون در فرانسه است که در canton of Saint-Aubin-d'Aubigné واقع شده‌است. اندویه-نویل ۱۲٫۶۱ کیلومتر مربع مساحت دارد ۶۰ متر بالاتر از سطح دریا واقع شده‌است.